# Туркменский сельскохозяйственный университет имени С. А. Ниязова
Туркменский сельскохозяйственный университет (туркм. S.A.Nyýazow adyndaky Türkmen oba hojalyk Uniwersitety) — высшее учебное заведение в Ашхабаде, готовящее специалистов в области сельского хозяйства.

## История
В 1930 году в Ашхабаде был создан Турменский сельскохозяйственный институт. До 1998 года носил звание Турменский ордена «Знак Почёта» сельскохозяйственный институт имени М. И. Калинина. В 1998 году получил статус университета.
В 2003 году открыт учебный центр компании John Deere. В учебном центре имеется несколько единиц техники John Deere, включая тракторы, хлопкоуборочный и зерноуборочный комбайны.

## Факультеты
- Сельскохозяйственной техники
- Мелиорации и гидротехнического строительства
- Хлопководства
- Зерноводства,
- Животноводства,
- Переработки продуктов сельского хозяйства

В состав университета входят 16 кафедр, включая кафедру Рухнамы Великого Сапармурата Туркменбаши и кафедру компьютерных технологий при ректорате вуза. В 2012 году был открыт учебный центр компании «CLAAS Global Sales GmbH».